# Cavaglio-Spoccia
Cavaglio-Spoccia é uma comuna italiana da região do Piemonte, província do Verbano Cusio Ossola, com cerca de 309 habitantes. Estende-se por uma área de 18 km², tendo uma densidade populacional de 17 hab/km². Faz fronteira com Cannobio, Cursolo-Orasso, Falmenta, Gurro.

## Demografia
| Variação demográfica do município entre 1861 e 2011                               |
|                                                                                   |
| Fonte: Istituto Nazionale di Statistica (ISTAT) - Elaboração gráfica da Wikipedia |